# Vic Carmen Sonne
Victoria Carmen Sonne, detta Vic (Copenaghen, 23 aprile 1994), è un'attrice danese.

## Biografia
Nata e cresciuta nella capitale, è d'ascendenza polacca, persiana e russa. Ha frequentato l'Akademiet For Utæmmet Kreativitet ed ha ottenuto la sua prima parte al cinema nel 2011 rispondendo a un annuncio di casting sul giornale. Nel frattempo, era stata ammessa all'Accademia nazionale danese d'arte drammatica all'età di 17 anni, dove si è laureata nel 2016.
Si è fatta notare in patria con I blodet (2016) e Vinterbrødre (2017), per i quali ha vinto rispettivamente il Premio Bodil e il Premio Robert come miglior attrice non protagonista. Nel 2019 ha vinto il Bodil alla miglior attrice per il film Holiday. Nel 2020 è stata riconosciuta, con lo Shooting Stars Award al Festival di Berlino, come una degli attori europei più promettenti dai 16 ai 32 anni. Nel 2024 è stata candidata all'European Film Awards per la miglior attrice per la sua interpretazione da protagonista in Pigen med nålen.

## Filmografia parziale

### Cinema
- I blodet, regia di Rasmus Heisterberg (2016)
- Vinterbrødre, regia di Hlynur Pálmason (2017)
- Godland - Nella terra di Dio (Vanskabte land), regia di Hlynur Pálmason (2022)
- Pigen med nålen, regia di Magnus von Horn (2024)

### Televisione
- The Kingdom - Il regno (Riget) – serie TV, 5 episodi (2022)

## Riconoscimenti
- Festival di Berlino
  - 2020 – Shooting Stars Award (Danimarca)
- European Film Awards
  - 2024 – Candidatura alla miglior attrice per Pigen med nålen
- Premio Robert
  - 2016 – Candidatura alla miglior attrice non protagonista per I blodet
  - 2018 – Miglior attrice non protagonista per Vinterbrødre
  - 2019 – Candidatura alla miglior attrice per Holiday
  - 2020 – Candidatura alla miglior attrice non protagonista per Psychosia
  - 2020 – Candidatura alla miglior attrice per Usynligt hjerte
  - 2022 – Candidatura alla miglior attrice per Miss Osaka
  - 2023 – Candidatura alla miglior attrice per Godland - Nella terra di Dio
- Premio Bodil
  - 2017 – Miglior attrice non protagonista per I blodet
  - 2019 – Miglior attrice per Holiday
  - 2020 – Candidatura alla miglior attrice per Usynligt hjerte

## Doppiatrici italiane
Nelle versioni in italiano dei suoi film e serie televisive, Vic Carmen Sonne è stata doppiata da:
- Benedetta Degli Innocenti in Godland - Nella terra di Dio